# Tổng thống Liban
Tổng thống Cộng hòa Liban (tiếng Ả Rập: رئيس الجمهورية اللبنانية, đã Latinh hoá: Ra’īs al-Jumhūriyyah al-Lubnāniyyah) là nguyên thủ quốc gia của Liban. Tổng thống do Nghị viện bầu ra. Nhiệm kỳ của tổng thống là sáu năm và tổng thống không được giữ chức vụ quá hai nhiệm kỳ liên tiếp. Theo Khế ước Quốc gia và Điều 49 Hiến pháp Liban, tổng thống phải thuộc Giáo hội Maronite và có đủ các điều kiện làm nghị sĩ.
Tổng thống đương nhiệm là Joseph Aoun, ông nhậm chức vào ngày 9 tháng 1 năm 2025.

## Lịch sử

### Lãnh thổ ủy trị của Pháp

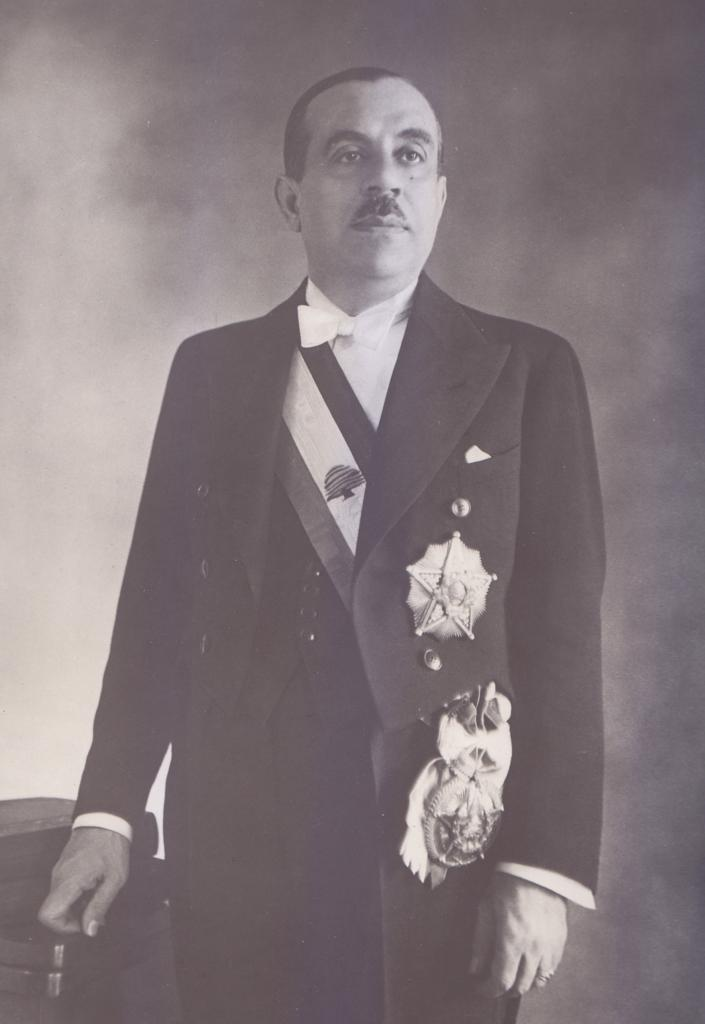
Chân dung chính thức của Émile Eddé

Chức vụ tổng thống được thiết lập vào ngày 23 tháng 5 năm 1926 khi Hiến pháp Liban được ban hành. Tổng thống do Hạ viện bầu ra, nhiệm kỳ của tổng thống là sáu năm và tổng thống không được giữ chức vụ quá hai nhiệm kỳ liên tiếp. Ngoài ra, Hiến pháp quy định các hạ nghị sĩ được bầu theo nguyên tắc phổ thông đầu phiếu dựa trên thành phần tôn giáo của Liban.
Trong giai đoạn này, thông lệ phân bổ các chức vụ cấp cao trong chính quyền căn cứ vào thành phần tôn giáo trong dân số được củng cố. Ví dụ: tổng thống phải là Kitô hữu Maronite, chủ tịch Hội đồng Bộ trưởng phải là tín đồ Hồi giáo Sunni và chủ tịch Hạ viện phải là tín đồ Hồi giáo Shia. Trong nội các luôn có một thành viên là tín đồ Chính thống giáo Hy Lạp và một người Druze. Việc này làm gia tăng căng thẳng tôn giáo vì tập trung quá nhiều quyền lực vào tổng thống thuộc Giáo hội Maronite (là người có quyền bổ nhiệm thủ tướng) và cản trở việc hình thành bản sắc dân tộc Liban. Hiến pháp bị những nhà dân tộc chủ nghĩa Liban phản đối vì duy trì quyền lực tối cao của cao ủy Pháp. Charles Debbas, một tín đồ Chính thống giáo Hy Lạp, được bầu làm tổng thống đầu tiên của Liban ba ngày sau khi Hiến pháp được ban hành.
Émile Eddé trúng cử tổng thống vào ngày 30 tháng 1 năm 1936. Năm 1937, ông khôi phục một phần Hiến pháp và tổ chức bầu cử Hạ viện. Tuy nhiên, Hiến pháp lại bị cao ủy Pháp đình chỉ vào tháng 9 năm 1939 khi Chiến tranh thế giới thứ hai bùng nổ.
Trong Chiến tranh thế giới thứ hai, Chính phủ Vichy nắm quyền lực trên lãnh thổ Pháp. Tướng Henri Fernand Dentz được bổ nhiệm làm cao ủy Liban, khiến cho Tổng thống Émile Eddé từ chức vào ngày 4 tháng 4 năm 1941. Ngày 9 tháng 4, Dentz bổ nhiệm Alfred Naqqache làm tổng thống nhưng ông chỉ giữ chức vụ trong ba tháng. Chính phủ Vichy cho phép Đức Quốc Xã vận chuyển máy bay và hàng tiếp tế qua Syria tới Iraq để tấn công quân Anh. Lo sợ rằng Đức Quốc Xã sẽ ép Chính phủ Vichy nhường lại quyền kiểm soát Liban và Syria, Anh và Pháp quốc Tự do chiếm Liban và Syria trong Chiến dịch Syria-Liban.
Tướng Charles de Gaulle đến thăm Liban sau khi chiến dịch kết thúc. Dưới sức ép chính trị từ cả trong Liban và quốc tế, de Gaulle quyết định công nhận nền độc lập của Liban. Ngày 26 tháng 11 năm 1941, Tướng Georges Catroux tuyên bố rằng Liban sẽ trở thành nước độc lập thuộc chính quyền Pháp quốc Tự do.
Sau cuộc bầu cử năm 1943, chính phủ Liban đơn phương bãi bỏ quy chế lãnh thổ ủy trị, khiến cho Pháp giải tán chính phủ và bổ nhiệm Eddé làm tổng thống. Tuy nhiên, dưới sức ép của Khối Đồng Minh, cao ủy Pháp miễn nhiệm Eddé và khôi phục Bechara El Khoury vào ngày 21 tháng 11. Cuộc bầu cử Nghị viện được tổ chức vào tháng 5 năm 1947 nhưng bị nhiều người chỉ trích vì gian lận bầu cử. El Khoury sau đó cũng được tái cử tổng thống vào năm 1948. El Khoury phải đối mặt với sự phản đối đáng kể từ các thành phần của hệ thống bảo trợ Za'im vì đánh vào quyền lực của họ. Năm 1951, Camille Chamoun, Pierre Gemayel, Raymond Eddé, Kamal Jumblatt, Phalange và Đảng Quốc gia Syria thành lập một liên minh. Ngày 18 tháng 9 năm 1952, El Khoury buộc phải từ chức dưới sức ép của các cuộc biểu tình lan rộng.

### Độc lập
Fouad Chehab không cho phép quân đội trấn áp các cuộc biểu tình để cứu Bechara El Khoury, buộc ông phải từ chức tổng thống. Chehab trở thành chủ tịch Hội đồng Bộ trưởng vào tháng 9 năm 1952 và kiêm nhiệm chức vụ bộ trưởng quốc phòng. Sau đó, Chehab được chỉ định làm tổng thống lâm thời với nhiệm vụ tiến hành cuộc bầu cử tổng thống khẩn cấp. Bốn ngày sau, Camille Chamoun được bầu làm tổng thống. Trong nhiệm kỳ của Chamoun, nền kinh tế Liban tăng trưởng mạnh mẽ, nhất là các lĩnh vực xây dựng, ngân hàng và du lịch. Ông ban hành luật về việc thành lập công ty cổ phần vào năm 1954 và luật bí mật ngân hàng vào năm 1956. Tuy nhiên, Fawwaz Traboulsi nhận xét rằng Chamoun đã tập trung quyền hành, không dân chủ.
Những người theo chủ nghĩa toàn Ả Rập và những nhóm khác được Gamal Abdel Nasser hậu thuẫn với sự ủng hộ đáng kể của cộng đồng người Hồi giáo (nhất là người Hồi giáo Sunni) ở Liban cố gắng lật đổ Chamoun vào tháng 6 năm 1958 sau khi ông cố gắng sửa đổi hiến pháp để có thể tái tranh cử. Khủng hoảng xảy ra giữa phe chủ nghĩa dân tộc Ả Rập Hồi giáo Sunni và phe Kitô giáo thân chính phủ. Ngày 15 tháng 7 năm 1958, Hoa Kỳ tiến hành Chiến dịch Blue Bat nhằm bảo vệ chính phủ của Chamoun khỏi sức ép trong nước, quốc tế và tạo điều kiện cho ông giữ chức vụ cho đến hết nhiệm kỳ. 
Trước thềm cuộc bầu cử tổng thống, Nghị viện chia thành hai phe chính: phe thân phương Tây, ủng hộ Chamoun và phe ủng hộ Nasser, Cộng hòa Ả Rập Thống nhất. Hai phe thỏa hiệp ủng hộ Chehab làm tổng thống; ông đồng ý được đề cử vào ngày 28 tháng 7, ba ngày trước cuộc bầu cử, sau khi nhận thấy rằng ông là ứng cử viên duy nhất được cả hai bên chấp nhận. Chehab thực hiện đường lối ôn hòa, hợp tác chặt chẽ với các nhóm tôn giáo, các nhóm thế tục và đã xoa dịu căng thẳng, khôi phục sự ổn định cho Liban.
Năm 1964, Michel Helou được bầu làm tổng thống vì ông là một chính khách độc lập có thể đoàn kết Liban. Chiến tranh Sáu Ngày năm 1967 gây căng thẳng trong quan hệ tôn giáo ở Liban. Nhiều người Hồi giáo muốn Liban tham chiến chống lại Israel, trong khi nhiều Kitô hữu lại muốn Liban đứng bên lề. Helou chỉ cho phép Liban tiến hành một cuộc không kích ngắn ngủi nhưng vẫn không xoa dịu được căng thẳng trong nước. Hai liên minh chính trị hình thành, một liên minh ủng hộ chủ nghĩa dân tộc Ả Rập do Rashid Karami lãnh đạo, một liên minh ủng hộ phương Tây do nguyên tổng thống Camille Chamoun, Pierre Gemayel và Raymond Eddé lãnh đạo. Cuộc bầu cử Nghị viện năm 1968 bộc lộ sự phân cực chính trị: mỗi liên minh giành được 30 trong số 99 ghế Nghị viện.
Năm 1970, Helou ủng hộ Elias Sarkis làm tổng thống kế nhiệm, nhưng ông thiếu một phiếu bầu tại Nghị viện và thất cử trước Suleiman Frangieh.

### Nội chiến Liban
Nội chiến Liban bùng nổ vào ngày 13 tháng 4 năm 1975. Ngày 14 tháng 2 năm 1976, Tổng thống Frangieh công bố Văn kiện Hiến pháp, sáng kiến nghiêm túc đầu tiên nhằm chấm dứt xung đột. Văn kiện Hiến pháp đề xuất tăng cường quyền lực của chủ tịch Hội đồng Bộ trưởng và phân bổ bình đẳng số ghế Nghị viện giữa Kitô giáo và Hồi giáo, tức giảm thế lực của Kitô hữu Maronite. Tuy nhiên, đề xuất không được thực hiện.

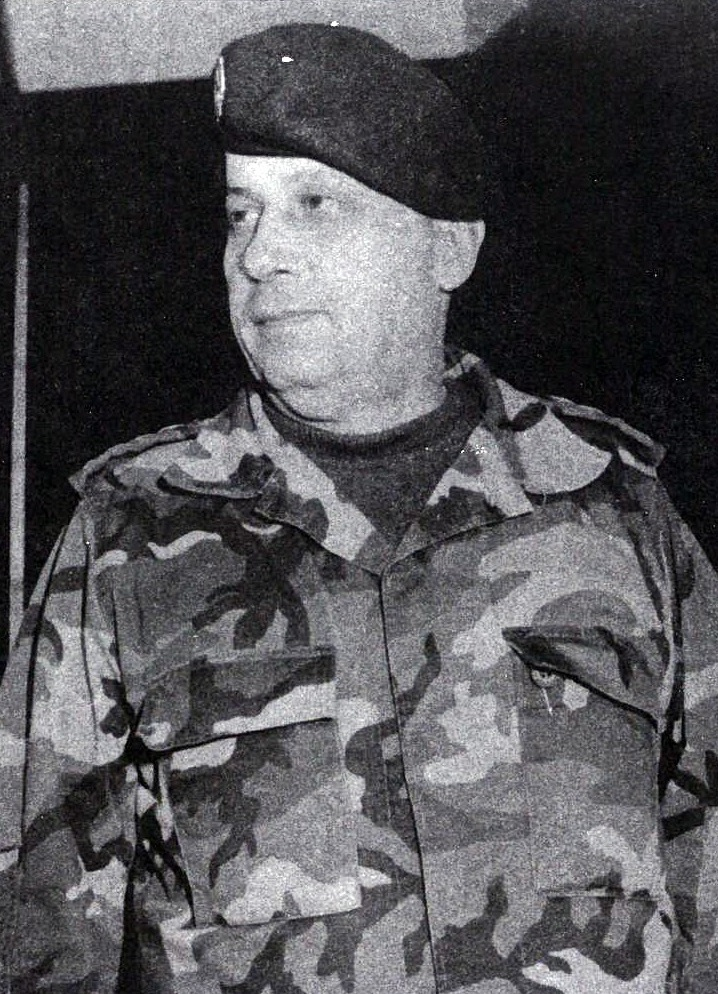
Michel Aoun vào năm 1988

Ngày 23 tháng 8 năm 1982, lãnh đạo Lực lượng Liban Bachir Gemayel được bầu làm tổng thống trong một cuộc bầu cử độc diễn, là tổng thống trẻ nhất của Liban. Tuy nhiên, ông bị Habib Shartouni ám sát trước khi nhậm chức do có mối quan hệ thân thiết với Israel. Amine Gemayel, anh trai ông, kế nhiệm làm tổng thống. Ngày 22 tháng 9 năm 1988, 15 phút trước khi hết nhiệm kỳ, Amine Gemayel miễn nhiệm quyền Chủ tịch Hội đồng Bộ trưởng Selim Hoss và bổ nhiệm Aoun làm chủ tịch Hội đồng Bộ trưởng mặc dù ông không phải là một người Hồi giáo Sunni. Aoun được chỉ định làm người đứng đầu một chính phủ quân quản gồm sáu thành viên Tòa án quân sự, có ba người là Kitô hữu và ba người theo Hồi giáo. Tuy nhiên, những thành viên người Hồi giáo từ chối giữ chức vụ và nộp đơn từ chức vào ngày hôm sau. Gemayel cáo buộc Syria ép các thành viên người Hồi giáo phải từ chức. Al-Huss cũng từ chối bị miễn nhiệm, dẫn đến hai chính quyền đối địch: Aoun ở Dinh Baabda tại Đông Beirut, al-Huss thành lập dinh riêng tại Tây Beirut, một khu vực đông người Hồi giáo. Năm 1990, Aoun buộc phải đầu hàng sau khi quân Syria và Liban tấn công Dinh Baabda. Al-Huss sau đó từ chức và nhường lại chức vụ cho Omar Karami.

### Sau Nội chiến
Ngày 5 tháng 11 năm 1989, Nghị viện Liban tại Căn cứ Không quân Qoleiat ở Bắc Liban phê chuẩn Hiệp định Taif nhằm chấm dứt Nội chiến Liban và bầu Moawad làm tổng thống. Trước đó, chức vụ tổng thống đã bị bỏ trống sau khi Amine Gemayel hết nhiệm kỳ vào năm 1988. Tuy nhiên, trên đường về từ lễ kỷ niệm Ngày Độc lập Liban vào ngày 22 tháng 11, ông và 23 người khác bị một bom xe ám sát ở Tây Beirut. Nội các thực hiện nhiệm vụ của tổng thống trong hai ngày cho đến khi Hrawi được bầu làm tổng thống tại Khách sạn Park ở Chtaura vào ngày 24 tháng 11. Tháng 10 năm 1990, Dinh Baabda bị quân đội Syria ném bom phá hủy nhằm buộc Tướng Michel Aoun phải đầu hàng nên Hrawi sống trong căn hộ của Rafik Hariri ở Beirut.
Năm 1998, Emile Lahoud ra tranh cử tổng thống sau khi sửa đổi hiến pháp để cho phép tổng tư lệnh quân đội ra tranh cử với sự ủng hộ của Syria và trúng cử với 118 phiếu bầu trong Nghị viện Liban. Lahoud liên minh với Hezbollah và bổ nhiệm đồng minh Selim al-Hoss làm chủ tịch Hội đồng Bộ trưởng, làm gia tăng căng thẳng giữa ông và Rafiq Hariri. Trong nhiệm kỳ của mình, Lahoud lấn át quyền hành của Chủ tịch Hội đồng Bộ trưởng Rafiq Hariri và Chủ tịch Nghị viện Nabih Berri. Lahoud hết nhiệm kỳ vào năm 2007 nhưng phải đến sáu tháng sau thì nguyên tổng tư lệnh quân đội Michel Suleiman mới được bầu làm tổng thống mới.

### Hiện tại
Sau khi Michel Suleiman hết nhiệm kỳ vào tháng 5 năm 2014, Nghị viện phải mất gần hai năm rưỡi để bầu ra tổng thống mặc dù tiến hành hơn 30 cuộc bỏ phiếu. Ngày 31 tháng 10 năm 2016, Michel Aoun trúng cử tổng thống. Sau khi ông hết nhiệm kỳ vào ngày 30 tháng 10 năm 2022, chức vụ tổng thống lại bị bỏ trống gần hai năm rưỡi cho đến khi Joseph Aoun nhậm chức tổng thống vào ngày 9 tháng 1 năm 2025.

## Chức vụ

### Tiêu chuẩn
Hiến pháp Liban quy định người ứng cử tổng thống phải có đủ điều kiện ứng cử nghị sĩ Nghị viện, bao gồm có quốc tịch Liban và đủ 21 tuổi trở lên.
Theo Khế ước Quốc gia năm 1943 được thỏa thuận giữa Tổng thống Bechara El Khoury thuộc Giáo hội Maronite và Chủ tịch Hội đồng Bộ trưởng tướng Riad Al Solh theo Hồi giáo Sunni, tổng thống phải là một Kitô hữu Maronite mặc dù Hiến pháp Liban không quy định điều này.
Điều 50 Hiến pháp Liban quy định tổng thống phải tuyên thệ nhậm chức như sau:
| “ | Tôi xin tuyên thệ trước Chúa toàn năng sẽ tuân thủ Hiến pháp, pháp luật của Dân tộc Liban và duy trì sự độc lập, toàn vẹn lãnh thổ của Liban. | ” |

## Nhiệm vụ và quyền hạn
Sau Hiệp định Ta'if, tổng thống về cơ bản là một chức vụ chủ yếu mang tính biểu tượng, nghi lễ. Tuy nhiên, tổng thống là một thành viên quan trọng của chính phủ và chia sẻ nhiều quyền hạn với Hội đồng Bộ trưởng.
Tổng thống có những nhiệm vụ và quyền hạn sau đây:
- Thống lĩnh Lực lượng Vũ trang Liban thuộc thẩm quyền của Hội đồng Bộ trưởng;
- Công bố luật được Nghị viện thông qua hoặc đề nghị xem xét lại sau khi thông báo Hội đồng Bộ trưởng;
- Quyết định đàm phán và trình Nghị viện hoặc Hội đồng Bộ trưởng phê chuẩn điều ước quốc tế với sự đồng ý của chủ tịch Hội đồng Bộ trưởng;
- Bổ nhiệm chủ tịch Hội đồng Bộ trưởng;
- Miễn nhiệm bộ trưởng với sự đồng ý của chủ tịch Hội đồng Bộ trưởng và hai phần ba số bộ trưởng;
- Đề nghị Hội đồng Bộ trưởng giải tán Nghị viện;
- Ban hành sắc luật với sự đồng ý của Hội đồng Bộ trưởng;
- Tiếp nhận đại sứ của nước ngoài;
- Quyết định đặc xá;
- Chủ trì các nghi lễ chính thức và tặng thưởng huân chương, huy chương, các giải thưởng, danh hiệu nhà nước;
- Phát biểu trước Nghị viện trong trường hợp cần thiết;
- Chủ trì phiên họp Hội đồng Bộ trưởng và yêu cầu họp bàn về vấn đề mà tổng thống xét thấy cấp bách;
- Triệu tập phiên họp bất thường Hội đồng Bộ trưởng trong trường hợp cần thiết.

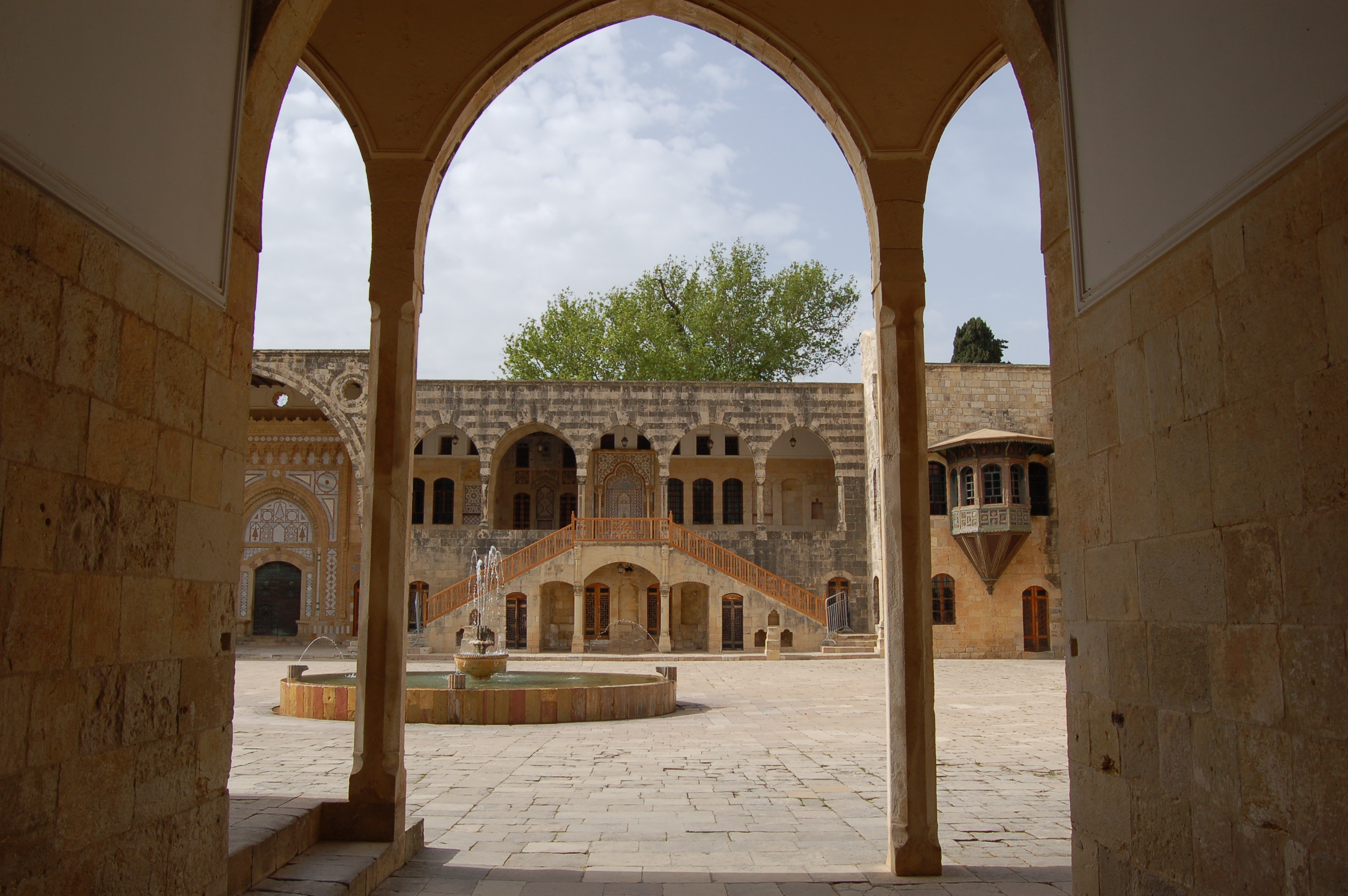
Dinh Beiteddine là biệt thự chính thức của tổng thống

## Nơi ở chính thức và lương bổng
Nơi ở chính thức của tổng thống ban đầu là Dinh Tổng thống ở Beirut, sau đó chuyển đến Sin el-Fil và Jounieh. Từ thập niên 1960, nơi ở của tổng thống là Dinh Baabda ở phía đông nam Beirut, Charles Helou là tổng thống đầu tiên sử dụng. Năm 1943, Dinh Beittedinne được chỉ định là biệt thự mùa hè chính thức của tổng thống.

### Xe công vụ của tổng thống
Xe công vụ của tổng thống là xe limousine bọc thép W221 Mercedes-Benz S 600 Guard. Đoàn xe của tổng thống được xe SUV của Lực lượng Vệ binh Cộng hòa và những xe an ninh khác bao gồm cả W221 Mercedes-Benz S 600 Guard hộ tống. Một chiếc W140 S 600 bọc thép hiện có thể được dùng làm xe limousine dự phòng cho tổng thống.

## Bầu cử
30 đến 60 ngày trước khi tổng thống hết nhiệm kỳ, chủ tịch Nghị viện triệu tập phiên họp đặc biệt để bầu tổng thống mới. Tổng thống được bầu theo nguyên tắc bỏ phiếu kín theo ít nhất hai phần ba số phiếu bầu. Nếu không có ứng cử viên nào nhận được đủ số phiếu bầu trong vòng đầu thì vòng bỏ phiếu thứ hai sẽ được tổ chức, ứng cử viên phải nhận được ít nhất quá nửa số phiếu bầu. Nhiệm kỳ của tổng thống là sáu năm. Tổng thống không được giữ chức vụ quá hai nhiệm kỳ liên tiếp.

### Số nghị sĩ cần thiết để bầu tổng thống
Hiến pháp không quy định số nghị sĩ cần thiết để Nghị viện tiến hành bầu tổng thống. Một quan điểm cho rằng phải có ít nhất quá nửa tổng số nghị sĩ có mặt để tiến hành bầu cử tổng thống vì Điều 34 Hiến pháp Liban quy định phải có ít nhất quá nửa tổng số nghị sĩ có mặt để Nghị viện tiến hành biểu quyết. Một quan điểm khác cho rằng phải có ít nhất hai phần ba tổng số nghị sĩ có mặt vì Điều 49 Hiến pháp Liban quy định phải có ít nhất hai phần ba số nghị sĩ tán thành để bầu tổng thống trong vòng bỏ phiếu đầu tiên nên nếu chỉ cần quá nửa tổng số nghị sĩ có mặt để tiến hành bầu tổng thống thì không có lý do gì để quy định phải có ít nhất hai phần ba số nghị sĩ tán thành khi số nghị sĩ có mặt không vượt quá đa số cần thiết để bầu tổng thống.

### Khuyết tổng thống
Tình trạng khuyết tổng thống đã xảy ra ba lần liên tiếp; không có tổng thống nào trực tiếp kế nhiệm người tiền nhiệm kể từ khi Emile Lahoud kế nhiệm Elias Hrawi vào năm 1998. Hiến pháp Liban không quy định chức vụ quyền tổng thống hoặc tổng thống lâm thời, trong trường hợp khuyết tổng thống thì Hội đồng Bộ trưởng thực hiện nhiệm vụ của tổng thống. Sau khi Michel Aoun hết nhiệm kỳ vào năm 2022, Chủ tịch Hội đồng Bộ trưởng Najib Mikati cho biết ông không đích thân thực hiện nhiệm vụ của tổng thống mà là toàn thể Hội đồng Bộ trưởng.